# José Sidónio de Almeida
José Sidónio de Almeida (Faro, 10 de Julho de 1918 — 1997), foi um pintor e escultor português.

## Biografia

#### Nascimento e formação
Nasceu na cidade de Faro, em 10 de Julho de 1918.
Frequentou a Escola Industrial e Comercial Tomás Cabreira, embora tenha abandonado o curso para se dedicar à arte.

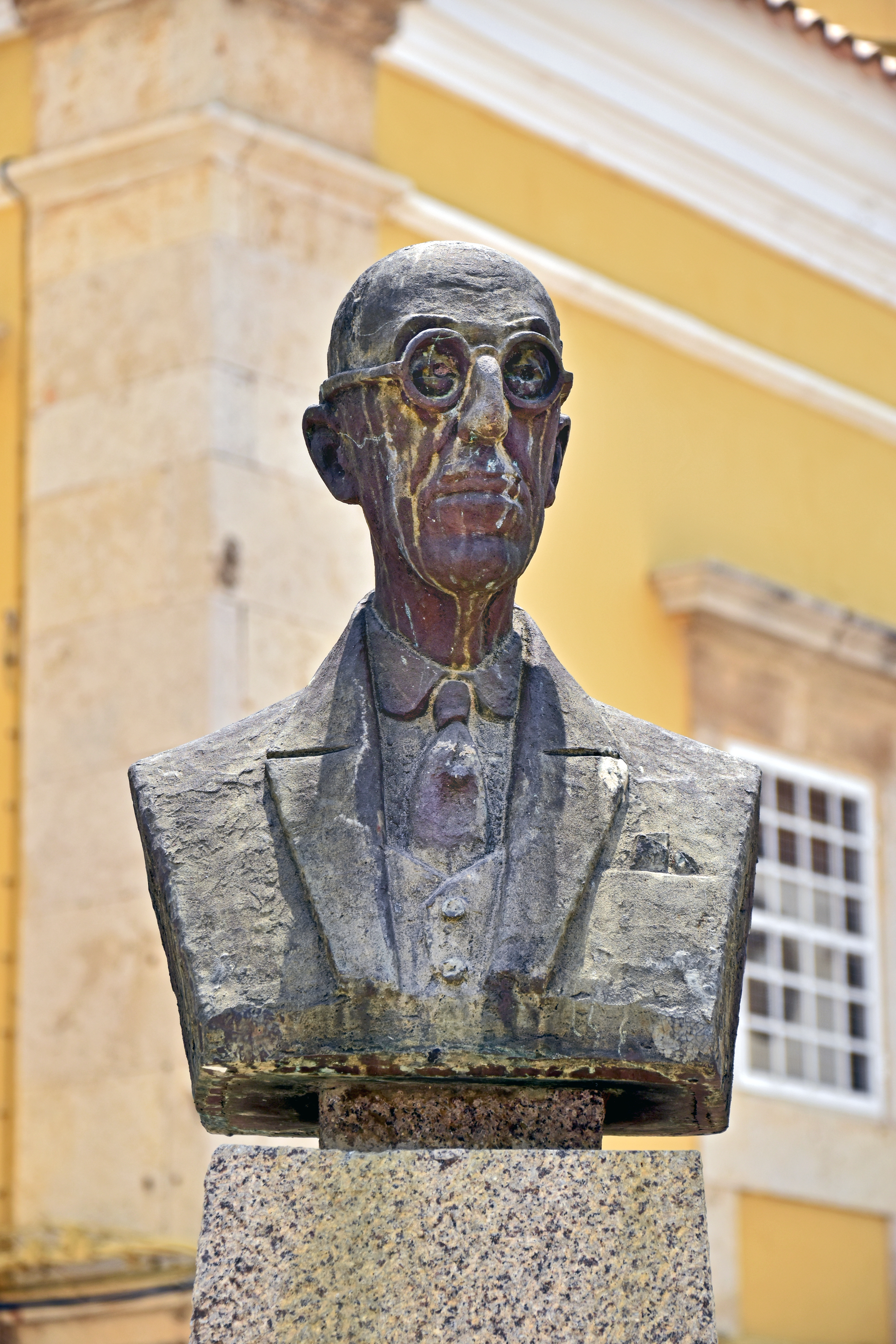
Busto de João da Silva Nobre em Faro, esculpido por José Sidónio de Almeida.

#### Carreira artística
Após ter abandonado os estudos, mudou-se para Coimbra, onde viveu durante vários anos. Dedicou-se às artes plásticas, tendo começado a fazer desenhos e caricaturas de conhecidos e das figuras típicas da região do Algarve. Também se destacou como escultor, tendo feito os bustos dos poetas Emiliano da Costa e Cândido Guerreiro. O busto de Emiliano da Costa foi colocado no seu monumento funerário, do arquitecto João Reis, no Cemitério de Estói. Organizou diversas exposições, tanto dentro como fora de Portugal, tendo a última sido em 1996 no Teatro Lethes, em Faro, onde expôs duas esculturas e vinte e quatro quadros.
Em Janeiro de 2007, foi organizada a exposição de pintura Colecção Sidónio de Almeida na Galeria Trem, em Faro.
Foi considerado um dos artistas plásticos mais importantes na região do Algarve no Século XX, devido principalmente à sua creatividade, dentro dos movimentos neo-realista e surrealista.

#### Falecimento e homenagens
José Sidónio de Almeida faleceu em 1997.
Em 1986 recebeu a Medalha de ouro de Mérito Municipal da Câmara Municipal de Faro.